# Eduard Chrastek
Eduard Thomas Chrastek  (* 15. Dezember 1913; † 14. August 1988) war Widerstandskämpfer und Bezirksfunktionär der SPÖ. Der gelernte Elektroinstallateur wurde 1936 wegen seiner Tätigkeit als illegaler Sozialist festgenommen und verbrachte im Dritten Reich neun Monate in Haft. Von 1954 bis 1978 war er SPÖ-Bezirksrat.
Eduard Chrastek wurde im März 1977 mit der Viktor-Adler-Plakette ausgezeichnet.
Am 4. Juni 2002 beschloss der Gemeinderatsausschuss für Kultur in Wien ihm eine Straße zu widmen (Chrastekgasse).